# Pharmaton
Die Pharmaton SA mit Sitz in Bioggio ist ein international tätiges Schweizer Pharmaunternehmen. Ihre Kernaktivität liegt in der Forschung, Entwicklung und Herstellung von Vitamin- und Mineralstoffpräparate sowie Phytopharmaka wie Ginseng-, Ginkgo-, Baldrian- oder
Brennnesselnpräparate.
Pharmaton wurde 1942 gegründet und stieg anfangs der 1960er Jahre in den Bereich der Phytomedizin ein. Das Unternehmen beschäftigt rund 200 Mitarbeiter und erwirtschaftet einen Jahresumsatz von etwa 150 Millionen Euro.
Seit 1991 war die Pharmaton SA Teil der deutschen Boehringer-Ingelheim-Gruppe, wo sie als eigenständige Tochtergesellschaft im Geschäftsbereich Consumer Health Care eingegliedert war. Eine im August 2006 mit der US-amerikanischen Ideasphere Inc. abgeschlossene Absichtsvereinbarung zum Verkauf der Pharmaton SA wurde nicht vollzogen und im Februar 2007 annulliert.
Ende Juni 2016 kündigen Sanofi und Boehringer Ingelheim den Tausch der Sparten BI Selbstmedikation und Sanofi Tiergesundheit an. Seit dem 1. Januar 2017 gehört Pharmaton zur sanofi-aventis Schweiz AG.